# Draft de la NBA de 2013
El Draft de la NBA de 2013 se celebró el 27 de junio de 2013 en el Barclays Center de la ciudad de Brooklyn, Nueva York. Fue transmitido para Estados Unidos por la cadena especializada ESPN.

## Reglas de elegibilidad
Desde el draft de 2008, los jugadores provenientes de high school no serán elegibles. El acuerdo alcanzado entre la NBA y el Sindicato de Jugadores ha establecido unas normas con respecto a la edad de los jugadores que pueden ser declarados elegibles:
- Todos los jugadores que entren en el draft, sea cual sea su nacionalidad, deben haber nacido antes del 31 de diciembre de 1994, o lo que es lo mismo, deben de tener al menos 19 años en el año en el que discurre el draft.[1]
- De acuerdo con el contrato colectivo de trabajo (CCT), los jugadores estadounidenses deben haber pasado un año tras su graduación en el instituto. El CCT define a un jugador internacional a quien haya residido permanentemente fuera de los Estados Unidos al menos tres años previos al draft del 2013, no se haya graduado del High School ni inscrito en una universidad estadounidense.

## Primera ronda

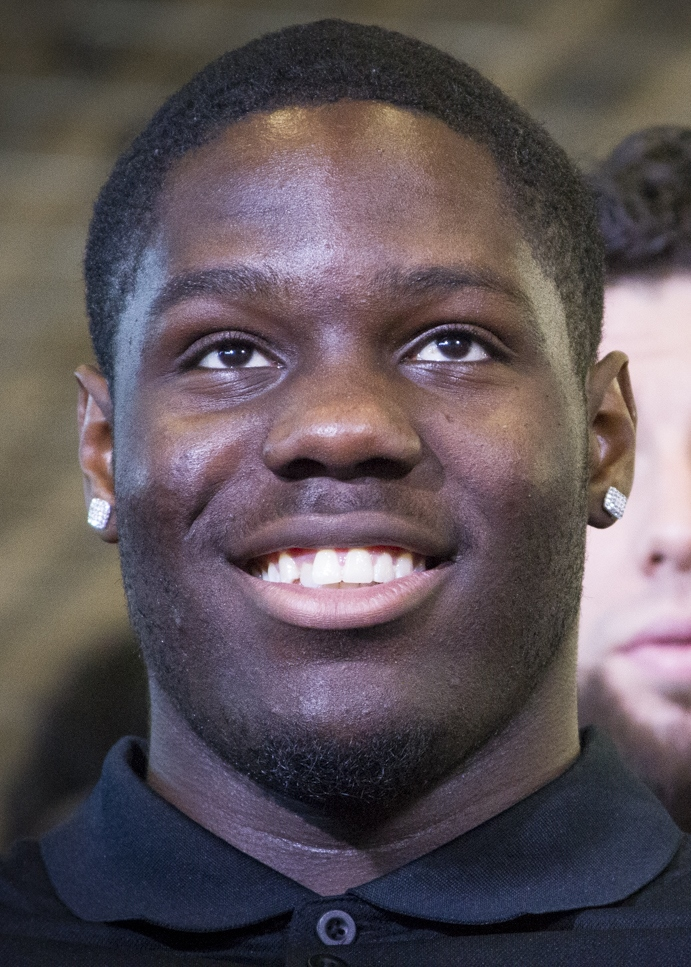
Anthony Bennett fue el primer canadiense en ser elegido como número 1 del draft.

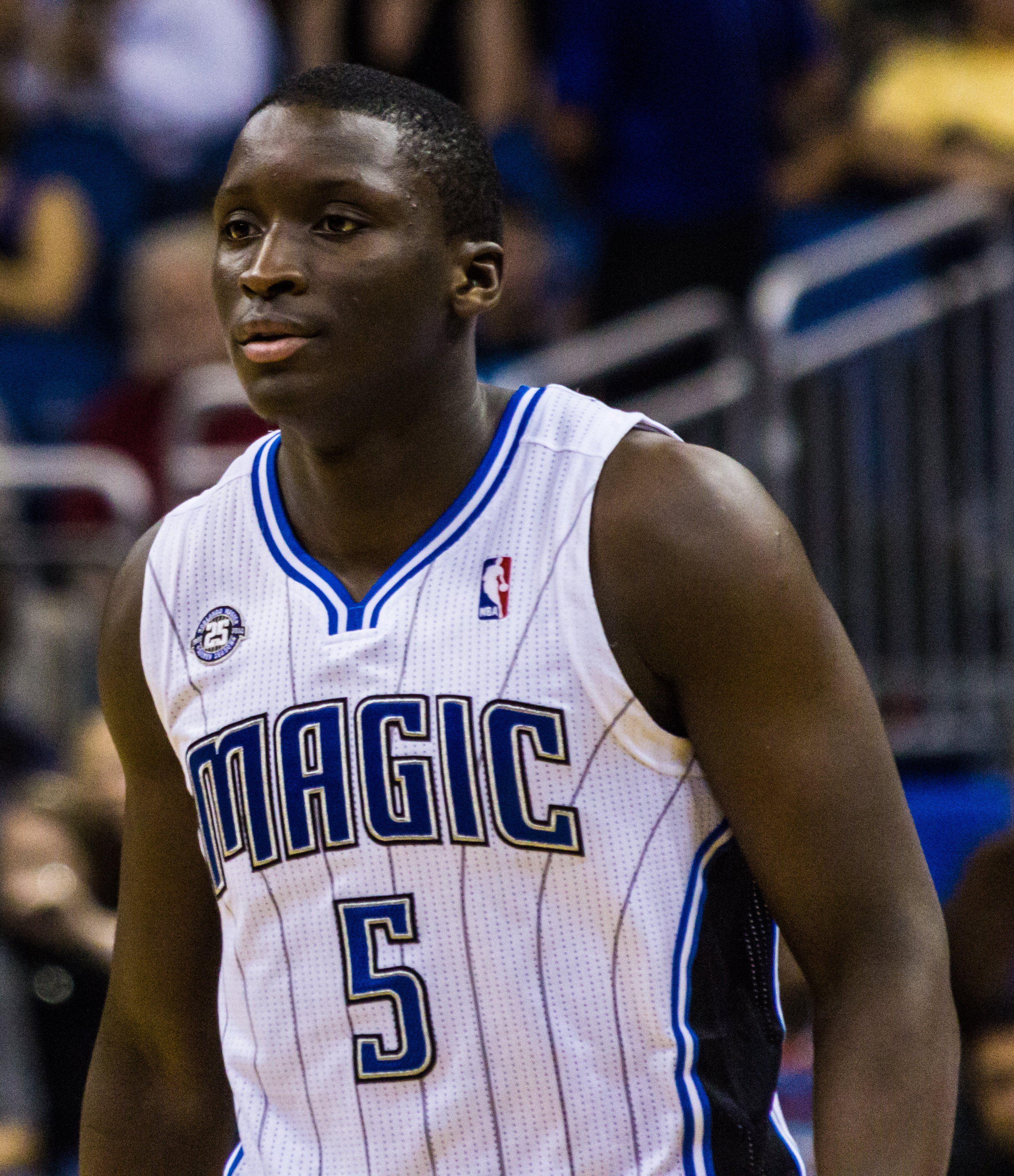
Victor Oladipo, la segunda elección.

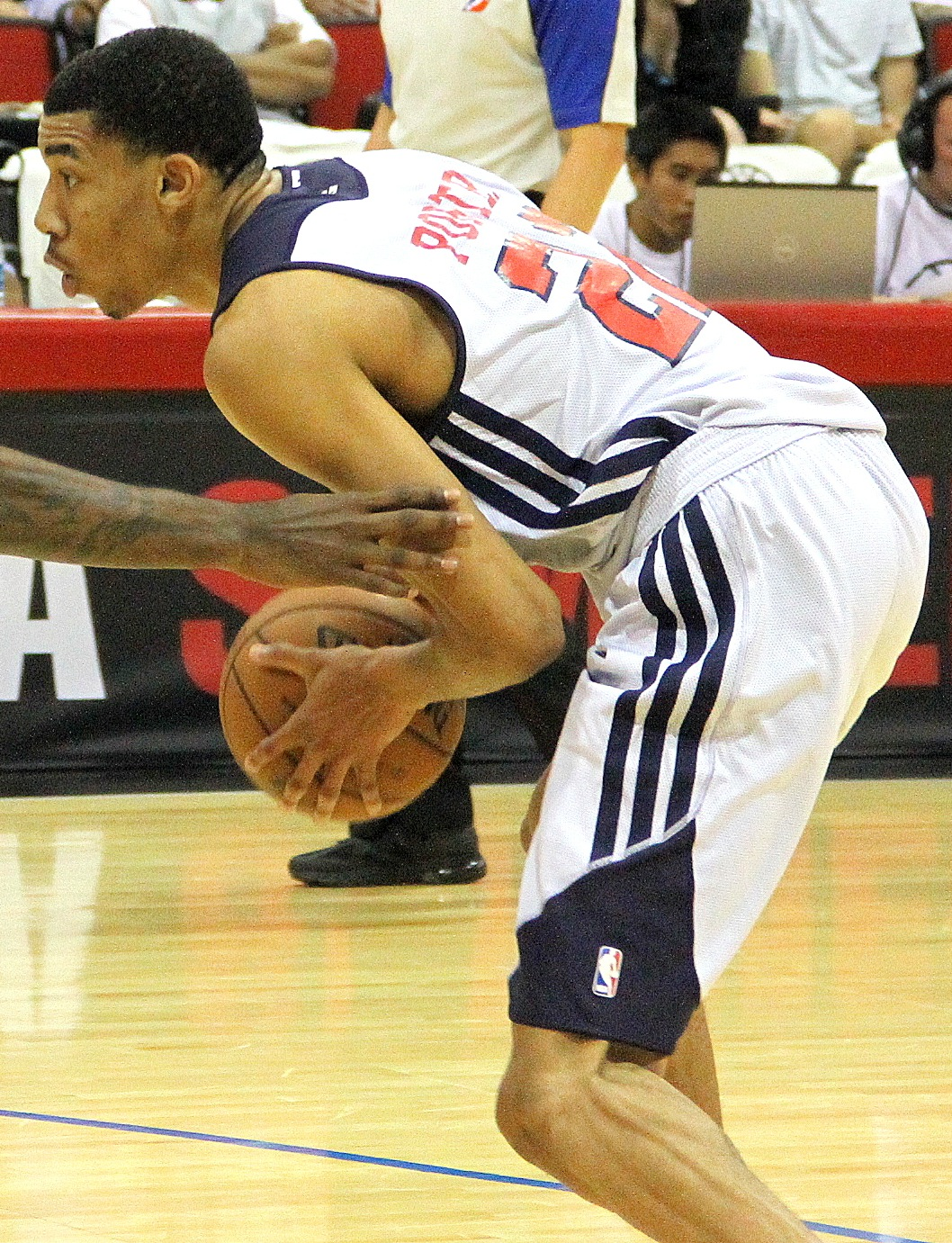
Otto Porter, elegido en tercer lugar.

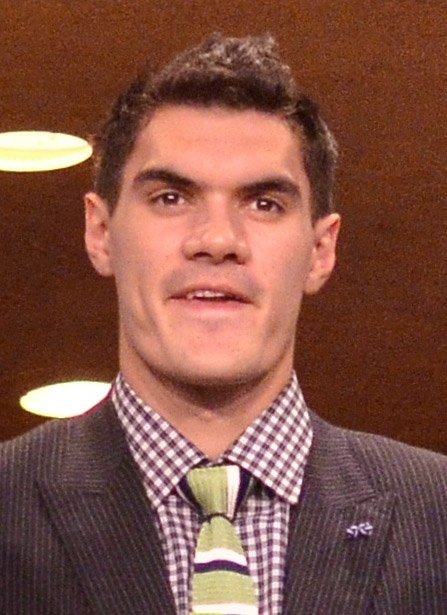
Steven Adams se convirtió en el primer neozelandés en ser elegido en primera ronda.

|  | Denota jugador miembro del Basketball Hall of Fame                                                 |
|  | Denota jugador que ha sido seleccionado al menos en un All-Star Game y un Mejor Quinteto de la NBA |
|  | Denota jugador que ha sido seleccionado al menos en un All-Star Game                               |
|  | Denota jugador que ha sido seleccionado al menos en un Mejor Quinteto de la NBA                    |
|  | Denota jugador que nunca ha jugado en la NBA                                                       |
|  | Indica jugador que ganó el premio al Rookie del Año de la NBA                                      |

| Pick | Jugador                  | Pos. | Nacionalidad           | Equipo                                                                             | Universidad/Club                  |
| ---- | ------------------------ | ---- | ---------------------- | ---------------------------------------------------------------------------------- | --------------------------------- |
| 1    | Anthony Bennett          | AP   | Canadá                 | Cleveland Cavaliers                                                                | UNLV (Fr.)                        |
| 2    | Victor Oladipo           | ES   | Estados Unidos         | Orlando Magic                                                                      | Indiana (Jr.)                     |
| 3    | Otto Porter              | A    | Estados Unidos         | Washington Wizards                                                                 | Georgetown (So.)                  |
| 4    | Cody Zeller              | AP   | Estados Unidos         | Charlotte Bobcats                                                                  | Indiana (So.)                     |
| 5    | Alex Len                 | P    | Ucrania                | Phoenix Suns                                                                       | Maryland (So.)                    |
| 6    | Nerlens Noel             | P    | Estados Unidos         | New Orleans Pelicans                                                               | Kentucky (Fr.)                    |
| 7    | Ben McLemore             | ES   | Estados Unidos         | Sacramento Kings                                                                   | Kansas (Fr.)                      |
| 8    | Kentavious Caldwell-Pope | ES   | Estados Unidos         | Detroit Pistons                                                                    | Georgia (So.)                     |
| 9    | Trey Burke               | B    | Estados Unidos         | Minnesota Timberwolves (traspasado a Utah)                                         | Michigan (So.)                    |
| 10   | C. J. McCollum           | B    | Estados Unidos         | Portland Trail Blazers                                                             | Lehigh (Sr.)                      |
| 11   | Michael Carter-Williams  | B    | Estados Unidos         | Philadelphia 76ers                                                                 | Syracuse (So.)                    |
| 12   | Steven Adams             | P    | Nueva Zelanda          | Oklahoma City Thunder (desde Toronto vía Houston)                                  | Pittsburgh (Fr.)                  |
| 13   | Kelly Olynyk             | P    | Canadá                 | Dallas Mavericks (traspasado a Boston)                                             | Gonzaga (Jr.)                     |
| 14   | Shabazz Muhammad         | A    | Estados Unidos         | Utah Jazz (traspasado a Minnesota)                                                 | UCLA (Fr.)                        |
| 15   | Giannis Antetokounmpo    | AP   | Grecia                 | Milwaukee Bucks                                                                    | Filathlitikos (Grecia)            |
| 16   | Lucas Nogueira           | P    | Brasil                 | Boston Celtics (traspasado a Atlanta vía Dallas)                                   | Estudiantes (España)              |
| 17   | Dennis Schröder          | B    | Alemania               | Atlanta Hawks                                                                      | Phantoms Braunschweig (Alemania)  |
| 18   | Shane Larkin             | B    | Estados Unidos Turquía | Atlanta Hawks (desde Houston vía Brooklyn) (traspasado a Dallas)                   | Miami (FL) (So.)                  |
| 19   | Serguéi Karasiov         | ES   | Rusia                  | Cleveland Cavaliers (desde L.A. Lakers)                                            | Triumph Lyubertsy (Rusia)         |
| 20   | Tony Snell               | A    | Estados Unidos         | Chicago Bulls                                                                      | New Mexico (Jr.)                  |
| 21   | Gorgui Dieng             | P    | Senegal                | Utah Jazz (desde Golden State vía Brooklyn) (traspasado a Minnesota)               | Louisville (Jr.)                  |
| 22   | Mason Plumlee            | P    | Estados Unidos         | Brooklyn Nets                                                                      | Duke (Sr.)                        |
| 23   | Solomon Hill             | A    | Estados Unidos         | Indiana Pacers                                                                     | Arizona (Sr.)                     |
| 24   | Tim Hardaway, Jr.        | ES   | Estados Unidos         | New York Knicks                                                                    | Michigan (Jr.)                    |
| 25   | Reggie Bullock           | ES   | Estados Unidos         | Los Angeles Clippers                                                               | North Carolina (Jr.)              |
| 26   | André Roberson           | A    | Estados Unidos         | Minnesota Timberwolves (desde Memphis vía Houston) (traspasado a Oklahoma City)    | Colorado (Jr.)                    |
| 27   | Rudy Gobert              | P    | Francia                | Denver Nuggets (traspasado a Utah)                                                 | Cholet Basket (Francia)           |
| 28   | Livio Jean-Charles       | A    | Francia                | San Antonio Spurs                                                                  | ASVEL Basket (Francia)            |
| 29   | Archie Goodwin           | ES   | Estados Unidos         | Oklahoma City Thunder (traspasado a Phoenix vía Golden State)                      | Kentucky (Fr.)                    |
| 30   | Nemanja Nedović          | B    | Serbia                 | Phoenix Suns (desde Miami vía Cleveland y L.A. Lakers) (traspasado a Golden State) | Lietuvos Rytas Vilnius (Lituania) |

## Segunda ronda
| Pick | Jugador           | Pos. | Nacionalidad                | Equipo                                                                      | Universidad/Club                |
| ---- | ----------------- | ---- | --------------------------- | --------------------------------------------------------------------------- | ------------------------------- |
| 31   | Allen Crabbe      | ES   | Estados Unidos              | Cleveland Cavaliers (desde Orlando) (traspasado a Portland)                 | California (Jr.)                |
| 32   | Álex Abrines      | ES   | España                      | Oklahoma City Thunder (desde Charlotte vía Oklahoma City, Boston y Houston) | FC Barcelona (España)           |
| 33   | Carrick Felix     | ES   | Estados Unidos              | Cleveland Cavaliers                                                         | Arizona State (Sr.)             |
| 34   | Isaiah Canaan     | B    | Estados Unidos              | Houston Rockets (desde Phoenix)                                             | Murray State (Sr.)              |
| 35   | Glen Rice, Jr.    | ES   | Estados Unidos              | Philadelphia 76ers (desde New Orleans, traspasado a Washington)             | Rio Grande Valley Vipers (NBDL) |
| 36   | Ray McCallum, Jr. | B    | Estados Unidos              | Sacramento Kings                                                            | Detroit (Jr.)                   |
| 37   | Tony Mitchell     | AP   | Estados Unidos              | Detroit Pistons                                                             | North Texas (So.)               |
| 38   | Nate Wolters      | B    | Estados Unidos              | Washington Wizards (traspasado a New Orleans)                               | South Dakota State (Sr.)        |
| 39   | Jeff Withey       | P    | Estados Unidos              | Portland Trail Blazers (desde Minnesota vía Cleveland y Boston)             | Kansas (Sr.)                    |
| 40   | Grant Jerrett     | AP   | Estados Unidos              | Portland Trail Blazers                                                      | Arizona (Fr.)                   |
| 41   | Jamaal Franklin   | ES   | Estados Unidos              | Memphis Grizzlies (desde Toronto vía Dallas y Toronto)                      | San Diego State (Jr.)           |
| 42   | Pierre Jackson    | B    | Estados Unidos              | Philadelphia 76ers (traspasado a New Orleans)                               | Baylor (Sr.)                    |
| 43   | Ricky Ledo        | ES   | Estados Unidos              | Milwaukee Bucks                                                             | Providence (Fr.)                |
| 44   | Mike Muscala      | P    | Estados Unidos              | Dallas Mavericks (traspasado a Atlanta)                                     | Bucknell (Sr.)                  |
| 45   | Marko Todorović   | AP   | Montenegro                  | Portland Trail Blazers (desde Boston)                                       | FC Barcelona (España)           |
| 46   | Erick Green       | B    | Estados Unidos              | Utah Jazz                                                                   | Virginia Tech (Sr.)             |
| 47   | Raul Neto         | B    | Brasil                      | Atlanta Hawks                                                               | Lagun Aro GBC (España)          |
| 48   | Ryan Kelly        | AP   | Estados Unidos              | Los Angeles Lakers                                                          | Duke (Sr.)                      |
| 49   | Erik Murphy       | AP   | Estados Unidos/ · Finlandia | Chicago Bulls                                                               | Florida (Sr.)                   |
| 50   | James Ennis       | A    | Estados Unidos              | Miami Heat (desde Atlanta)                                                  | Long Beach State (Sr.)          |
| 51   | Romero Osby       | AP   | Estados Unidos              | Orlando Magic (desde Denver)                                                | Oklahoma (Sr.)                  |
| 52   | Lorenzo Brown     | B    | Estados Unidos              | Minnesota Timberwolves (desde Brooklyn)                                     | NC State (Jr.)                  |
| 53   | Colton Iverson    | P    | Estados Unidos              | Indiana Pacers (traspasado a Boston)                                        | Colorado State (Sr.)            |
| 54   | Arsalan Kazemi    | AP   | Irán                        | Washington Wizards (desde New York)                                         | Oregon (Sr.)                    |
| 55   | Joffrey Lauvergne | P    | Francia                     | Memphis Grizzlies (traspasado a Denver)                                     | Partizan Belgrado (Serbia)      |
| 56   | Peyton Siva       | B    | Estados Unidos              | Detroit Pistons (desde L.A. Clippers)                                       | Louisville (Sr.)                |
| 57   | Alex Oriakhi      | P    | Estados Unidos              | Phoenix Suns (desde Denver vía LA Lakers)                                   | Misuri (Sr.)                    |
| 58   | Deshaun Thomas    | A    | Estados Unidos              | San Antonio Spurs                                                           | Ohio State (Jr.)                |
| 59   | Bojan Dubljević   | AP   | Montenegro                  | Minnesota Timberwolves (desde Oklahoma City)                                | Valencia Basket (España)        |
| 60   | Jānis Timma       | A    | Letonia                     | Memphis Grizzlies (desde Miami)                                             | BK Ventspils (Letonia)          |

### Acuerdos previos al draft
Antes del día del draft, se acordaron los siguientes traspasos que incluían elecciones en primera o segunda ronda.
1. 1 2  El 5 de julio de 2012, los Oklahoma City Thunder adquirieron una elección de primera ronda del draft, el puesto 12, una segunda ronda, el 32, un futuro top-20 de 1ª ronda de los Dallas Mavericks, Kevin Martin y Jeremy Lamb de los Houston Rockets a cambio de James Harden, Cole Aldrich, Daequan Cook y Lazar Hayward.  Previamente, el 5 de julio de 2012, Houston adquirió a Gary Forbes y una primera ronda (el puesto 12) de los Toronto Raptors a cambio de Kyle Lowry.[3] Previamente, el 20 de julio de 2012, Houston adquirió a JaJuan Johnson, E'Twaun Moore, Sean Williams y la elección 32 de los Boston Celtics en un acuerdo de traspaso que incluía a Courtney Lee.[4] Previamente, el 26 de junio de 2012, Oklahoma City se vio forzado a entregar a Boston el puesto 32 por los problemas de corazón de Jeff Green.[5] Previamente, el 19 de diciembre de 2011, Oklahoma City adquirió el puesto 32 de los Charlotte Bobcats a cambio de Byron Mullens.[6]
2. ↑  El 11 de julio de 2012, los Atlanta Hawks adquirieron la primera ronde del draft de 2013 (puesto 18) a los Brooklyn Nets como parte del traspaso de Joe Johnson.[7] Previamente, el 15 de diciembre de 2010, los Nets se hicieron con Sasha Vujacic, y una primera ronda del draft condicionada de los Houston Rockets e un traspaso a tres bandas.[8]
3. 1 2  El 15 de marzo de 2012, los Cleveland Cavaliers adquirieron a Luke Walton, Jason Kapono, una primera ronda condicionada del draft de 2012 y el derecho a elegir la mejor posición del draft de 2013 a cambio de Ramon Sessions y Christian Eyenga. Los Cavaliers tuvieron la primera elección y los Miami Heat el puesto 30, por lo que ejercieron la opción y los Cavaliers recibieron la elección 19 de los Lakers y éstos la 30 de los Heat. Previamente, el 10 de julio de 2010, los Cavaliers recibieron el puesto 30 en el traspaso de LeBron James.[9]
4. ↑  El 23 de febrero de 20111, los Utah Jazz acquirieron a Devin Harris, Derrick Favors, una ronda del draft de 2011 y la primera ronda de 2013 (puesto 21) de los Brooklyn Nets a cambio de Deron Williams.[10] Previamente, el 22 de julio de 2008, los Nets adquirieron una primera ronda del 2013 condicionada (puesto 21) de los Golden State Warriors a cambio de Marcus Williams.[11]
5. ↑  El 23 de junio de 2011, los Minnesota Timberwolves adquirieron a Brad Miller, los derechos sobre Nikola Mirotić y Chandler Parsons, y una primera ronda de 2013 (puesto 25) de los Houston Rockets a cambio de Jonny Flynn, los derechos sobre Donatas Motiejunas y una segunda ronda de 2012.[12] Previamente, el 24 de febrero de 2011, los Rockets adquirieron a Hasheem Thabeet, DeMarre Carroll y una primera ronda de 2013 de los Memphis Grizzlies a cambio de Shane Battier y Ish Smith.[13]
6. 1 2  El 11 de junio de 2012, los Phoenix Suns recibieron de Los Angeles Lakers la primera ronda del draft de 2013 (puesto 30), una segunda ronda (puesto 57), otra segunda ronda del 2014 y una primera del 20145 en el acuerdo de traspaso de Steve Nash.[14] Previamente, el 23 de junio de 2011, los Lakers adquirieron una futura segunda ronda (puesto 57) de los Denver Nuggets a cambio de los derechos sobre Chukwudiebere Maduabum.[15]
7. ↑  El 24 de junio de 2011, los Cleveland Cavaliers adquirieron dos futuras segundas rondas del draft (incluido el puesto 31) de los Orlando Magic a cambio de Justin Harper[16]
8. ↑  El 21 de febrero de 2013, los Houston Rockets adquirieron de los Phoenix Suns una segunda ronda de 2013 (puesto 34) a cambio de Marcus Morris.[17]
9. ↑  El 4 de enero de 2012, los Philadelphia 76ers adquirieron la segunda ronda de 2012 de Memphis Grizzlies y la segunda de 2013 de los New Orleans Hornets' (puesto 35) en un acuerdo entre tres equipos que incluía a Marreese Speights.[18]
10. 1 2  El 20 de julio de 2012, los Portland Trail Blazers acquirieron a Sasha Pavlovic y las elecciones 39 y 45 de los Boston Celtics en un intercambio entre tres equipos que incluía a Courtney Lee.[4] Previamente, el 24 de febrero de 2011, Boston adquirió la elección 39 de los Cleveland Cavaliers a cambio de Semih Erden y Luke Harangody.[19] Previamente, el 20 de julio de 2010, Cleveland adquirió la elección 39 de los Minnesota Timberwolves junto con Ramon Sessions y Ryan Hollins a cambio de Delonte West y Sebastian Telfair.[20]
11. ↑  On June 30, 2013, the Memphis Grizzlies acquired Ed Davis, Jose Calderon, and a 2013 second round pick (the 41th pick) from the Toronto Raptors in a four team trade involving Rudy Gay.[21] Previously, on January 23, 2011, Toronto acquired Alexis Ajinca and the 41st pick from the Dallas Mavericks in exchange for the draft rights to Giorgos Printezis. This pick was reacquired from a 2010 draft deal in which Toronto sent this pick to Dallas in exchange for the draft rights to Solomon Alabi.[22]
12. ↑  On August 10, 2012, the Orlando Magic acquired a 2013 second round pick (the 51st pick) from the Denver Nuggets in a four team trade involving Dwight Howard. Orlando also received draft picks in 2014, 2015, and 2017.[23]
13. ↑  On June 23, 2011, the Minnesota Timberwolves acquired a 2013 second round pick (the 52nd pick) from the New Jersey Nets in exchange for the draft rights to Bojan Bogdanovic.[24]
14. ↑  On December 10, 2011, the Washington Wizards acquired Ronny Turiaf, a 2012 second round pick from the Dallas Mavericks and a 2013 second round pick (the 54th pick) from the New York Knicks in a three-team trade involving Tyson Chandler.[25]
15. ↑  On February 16, 2009, the Detroit Pistons acquired the Los Angeles Clippers' 2013 second round pick (the 56th pick) in exchange for Detroit's 2011 second round pick and Alex Acker.[26]
16. ↑  On December 13, 2011, the Minnesota Timberwolves acquired Robert Vaden, a 2012 second round pick and a future conditional second round draft pick (the 59th pick) from the Oklahoma City Thunder in exchange for Lazar Hayward.[27]
17. ↑  On February 21, 2013, Memphis acquired Dexter Pittman and the Miami Heat's 2013 second round pick (the 60th pick) in exchange for the draft rights to Ricky Sánchez.[28]

### Acuerdos día del draft
The following trades involving drafted players were made on the day of the draft
1. ↑  Los New Orleans Pelicans traspasaron su sexta elección, Nerlens Noel y una primera ronda de 2014 a los Philadelphia 76ers a cambio de Jrue Holiday y la elección 42 Pierre Jackson.[2]
2. ↑  Los Minnesota Timberwolves traspasaron su novena elección, Trey Burke a los Utah Jazz a cambio de la elección 14, Shabazz Muhammad y la 21, Gorgui Dieng.[2]

## Jugadores notables no seleccionados
Estos jugadores no fueron seleccionados en el draft, pero han jugado al menos un partido en la NBA.
| Jugador             | Pos.  | Nacionalidad   | Universidad / Club                   |
| ------------------- | ----- | -------------- | ------------------------------------ |
| Chris Babb          | SG    | Estados Unidos | Iowa State (Sr.)                     |
| Facundo Campazzo    | PG    | Argentina      | Peñarol de Mar del Plata (Argentina) |
| Vander Blue         | SG    | Estados Unidos | Marquette (Jr.)                      |
| Will Cherry         | PG    | Estados Unidos | Montana (Sr.)                        |
| Ian Clark           | SG    | Estados Unidos | Belmont (Sr.)                        |
| Jack Cooley         | PF    | Estados Unidos | Notre Dame (Sr.)                     |
| Robert Covington    | F     | Estados Unidos | Tennessee State (Sr.)                |
| Seth Curry          | PG    | Estados Unidos | Duke (Sr.)                           |
| Troy Daniels        | SG    | Estados Unidos | VCU (Sr.)                            |
| Brandon Davies      | PF    | Estados Unidos | BYU (Sr.)                            |
| Dewayne Dedmon      | C     | Estados Unidos | USC (Jr.)                            |
| Matthew Dellavedova | PG    | Australia      | Saint Mary's (Sr.)                   |
| Larry Drew II       | PG    | Estados Unidos | UCLA (Sr.)                           |
| Elias Harris        | F     | Alemania       | Gonzaga (Sr.)                        |
| Phil Pressey        | PG    | Estados Unidos | Misuri (Soph.)                       |
| James Southerland   | SF    | Estados Unidos | Syracuse (Sr.)                       |
| D. J. Stephens      | SF/SG | Estados Unidos | Memphis (Sr.)                        |
| Adonis Thomas       | SF/SG | Estados Unidos | Memphis (Soph.)                      |

## Jugadores no seleccionados
Los siguientes jugadores no fueron seleccionados.
| - C.J. Aiken - Saint Joseph´s Hawks - Vander Blue - Marquette Golden Eagles - Adrien Coleman - Bethune-Cookman Wildcats - Dewayne Dedmon - USC Trojans - Christian Kabongo - Morgan State Bears - Myck Kabongo - Texas Longhorns - B.J. Young - Arkansas Razorbacks - C.J. Leslie - North Carolina State Wolfpack - Nurideen Lindsey - Rider Broncs - Amath M'Baye - Oklahoma Sooners - Norvel Pelle - Los Angeles College Prep Academy - Marshawn Powell - Arkansas Razorbacks - Phil Pressey - Missouri Tigers - Joshua Simmons - Spartanburg Methodist College - Trevis Simpson - UNC Greensboro Spartans - Tahj Tate - Delaware State Hornets - John Taylor - Fresno Pacific University - Adonis Thomas - Memphis Tigers - Lázló Dobos - Basket Zaragoza 2002 - Mindaugas Kupšas - BC Lietkabelis - Augusto Lima - Unicaja Málaga - Alexandre Paranhos - CR Flamengo - Bogdan Radosavljević - Bayer Munich - Strahinja Stojačić - KK Smederevo - Daniel Theis - Ratiopharm Ulm - Josiah Turner - Summerside Storm (Canadá) - Ian Hummer - Princeton Tigers - Lamont Jones - Iona Gaels - Jack Cooley - Notre Dame Fighting Irish - Ian Clark - Belmont Bruins - Larry Drew II - UCLA Bruins | - Rodney McGruder - Kansas State Wildcats - Elias Harris - Gonzaga Bulldogs - Durand Scott - Miami Hurricanes - D.J. Richardson - Illinois Fighting Illini - Brandon Paul - Illinois Fighting Illini - Jake Cohen - Davidson Wildcats - Rotnei Clark - Butler Bulldogs - Brandon Triche - Syracuse Orange - Khalif Wyatt - Temple Owls - Jordan Hulls - Indiana Hoosiers - Christian Watford - Indiana Hoosiers - Sherwood Brown - Florida Golf Coast Eagles - Kenny Boynton - Florida Gators - Trevor Mbakwe - Minnesota Golden Gophers - Dexter Strickland - North Carolina Tar Heels - Seth Curry - Duke Blue Devils - Ryan Broekhoff - Valparaiso Crusaders - Matthew Dellavedova - Saint Mary´s Gaels - Jamal Olasewere - Long Island Blackbirds - Tommy Brenton - Stony Brook Seawolves - Kevin Dillard - Dayton Flyers - Michael Snaer - Florida State Seminoles - Milton Jennings - Clemson Tigers - Deniz Kılıçlı - West Virginia Mountaineers - Stan Okoye - VMI Keydets - O. D. Anosike - Siena Saints - D. J. Cooper - Ohio Saints - Robert Covington - Tennessee State Tigers - Jordan Henriquez - Kansas State Wildcats - Ed Daniel - Murray State Racers - John Millsap - UTSA Roadrunners | - Mike Bruesewitz - Wisconsin Badgers - Junior Caudogan - Marquette Golden Eagles - Steven Pledger - Oklahoma Sooners - Scott Sugs - Washington Huskies - David Lighty - USC Upstate Spartans - Troy Daniels - VCU Rams - Kyle Barone - Idaho Vandals - Jared Berggren - Wisconsin Badgers - Devin Booker - Clemson Tigers - Chris Babb - Iowa State Cyclones - Lawrence Bowers - Missouri Tigers - Abdul Gaddy - Washington Huskies - Will Cherry - Montana Grizzlies - Tamir Jackson - Rice Owls - Elston Turner JR - Texas A&M Aggies - Kenny Kadji - Miami Hurricanes - Jackie Carmichael - Illinois State Red Birds - Jud Dillard - Tennessee Tech Golden Eagles - D.J. Stephens - Memphis Tigers - Keith Clanton - UCF Knights - Eric Wise - USC Trojans - Ramon Galloway - La Salle Explorers - C.J. Harris - Wake Forest Demon Deacons - Richard Howell - North Carolina State Wolfpack - Travis Releford - Kansas Jayhawks - Zeke Marshall - Akron Zips - Brock Motum - Washington State Cougars - James Southerland - Syracuse Orange - Gregory Echenique - Creighton Bluejays |